# Georg Christoph Stertzing

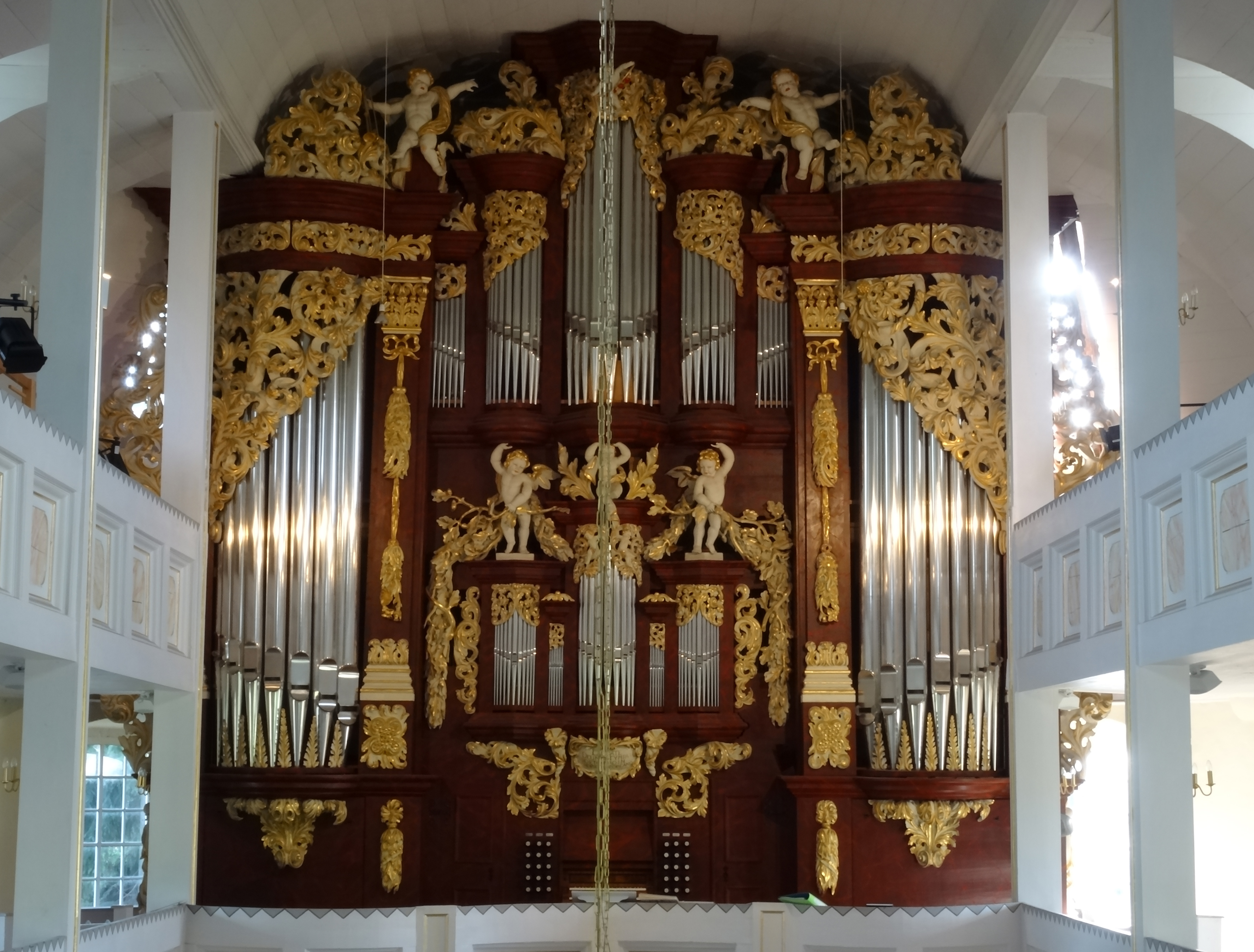
Stertzing-Orgel von 1702 in St. Petri (Büßleben)

Georg Christoph Stertzing (* 1. Dezember 1660 in Ohrdruf; † Februar 1717; ⚰ 21. Februar 1717 in Eisenach) war ein deutscher Orgelbauer.

## Leben
Georg Christoph Stertzing war seit vor 1687 bis um 1690 als Orgelbauer in Ohrdruf tätig. Um 1690 trat er in die Nachfolge des Eisenacher Orgelbauers Christoph Nott und war damit für die Pflege der Orgeln in der Stadt zuständig. Er arbeitete eng mit dem Kirchenmusiker Johann Christoph Bach zusammen, mit dem er gemeinsam sein wichtigstes Werk, die Orgel der Georgenkirche, entwarf. 1691 wurde er zum Hoforgelbauer in Eisenach ernannt und erhielt Privilegien für das Herzogtum Sachsen-Eisenach. 1699 bekam er die Bürgerrecht von Eisenach verliehen. 1701 reiste er im Auftrag der Stadt Eisenach nach Magdeburg, um die Werke Arp Schnitgers kennenzulernen.
Seine Brüder Johann Christian Stertzing und Johann Friedrich Stertzing (1681–1731) sowie sein Sohn Johann Georg Stertzing (1690–1735) waren ebenfalls als Orgelbauer tätig. Ein Schüler Stertzings war Johann Georg Fincke.

## Werke (Auswahl)
Diese Liste beinhaltet ausgewählte Orgelneubauten der Werkstatt sowie einige zerstörte oder durch Neubauten anderer Orgelbauer ersetzte Orgeln.
Ein großes „P“ steht für ein selbstständiges Pedal, ein kleines „p“ für ein angehängtes Pedal. Eine Kursivierung zeigt an, dass die betreffende Orgel nicht mehr erhalten ist oder lediglich noch der Prospekt aus der Werkstatt stammt.
| Jahr | Ort                | Gebäude         | Bild | Manuale | Register | Bemerkungen                                                           |
| ---- | ------------------ | --------------- | ---- | ------- | -------- | --------------------------------------------------------------------- |
| 1687 | Craula             | St. Marien      |      |         |          | Neubau, um 1830 durch Neubau von Friedrich Heinrich Ratzmann ersetzt  |
| 1697 | Berka an der Werra | St. Laurentius  |      | II/P    | 22       | Neubau                                                                |
| 1701 | Kaltennordheim     | St. Nikolai     |      |         |          | Neubau                                                                |
| 1701 | Obersuhl           |                 |      | I/P     | 9        | Neubau                                                                |
| 1702 | Erfurt             | St. Peter       |      | II/P    | 27       | Neubau, 1811 in St. Petri, Büßleben umgesetzt                         |
| 1702 | Röhrensee          | St. Nikolai     |      | I/P     | 8        | Neubau, Gehäuse erhalten                                              |
| 1704 | Breitau            | ev. Kirche      |      | I/P     | 9        | Neubau                                                                |
| 1704 | Stedtfeld          | St. Margarethen |      |         |          | Neubau                                                                |
| 1706 | Jena               | St. Michael     |      | III/P   | 44       | Neubau                                                                |
| 1707 | Eisenach           | St. Georgen     |      | IV/P    | 57       | Neubau, 1725 von Johann Friedrich Wender vollendet, Prospekt erhalten |
| 1709 | Erfurt             | Reglerkirche    |      | II/P    | 25       | Neubau                                                                |
| 1710 | Eisenach           | Kreuzkirche     |      |         |          | Neubau                                                                |
| 1710 | Udestedt           | St. Kilian      |      | II/P    | 25       | Neubau, 1928 durch Neubau von Jehmlich ersetzt, Gehäuse erhalten      |
| 1716 | Mihla              | St. Martin      |      |         |          | Neubau, 1873 durch Neubau von Guido Knauf ersetzt, Gehäuse erhalten   |